# Obejo (kommun)
Obejo är en kommun i Spanien.   Den ligger i provinsen Province of Córdoba och regionen Andalusien, i den centrala delen av landet, 270 km söder om huvudstaden Madrid. Antalet invånare är 2 025. Arean är 214 kvadratkilometer. Obejo gränsar till Adamuz, Pozoblanco, Villanueva de Córdoba, Córdoba, Villaviciosa de Córdoba, Espiel och Villaharta. 
Terrängen i Obejo är huvudsakligen lite kuperad.